# (350) Ornamenta
(350) Ornamenta es un asteroide perteneciente al cinturón de asteroides descubierto el 14 de diciembre de 1892 por Auguste Honoré Charlois desde el observatorio de Niza, Francia.
Está posiblemente nombrado en honor de Antoinette Horneman.